# Teresa Caterina Lubomirska
Teresa Caterina Lubomirska (Cracovia, 1º gennaio 1685 – 6 gennaio 1712) è stata una principessa della nobiltà polacca, rampolla dell'antica famiglia dei Lubomirski che divenne per matrimonio Principessa Ereditaria del Palatinato bavarese.

## Biografia

### Infanzia
Teresa Caterina Lubomirska era la prima figlia del Feldmaresciallo Józef Karol Lubomirski e di sua moglie, Teofilia Ludwika Zaslawska, anch'essa proveniente da un'importante famiglia nobile polacca.

### Matrimonio
Il 15 dicembre 1701 sposò a Cracovia il Principe Carlo III Filippo del Palatinato, al quale diede due figlie. 

### Morte
Le bambine morirono entrambe ancora infanti e la stessa Caterina morì il 6 gennaio del 1712.

## Matrimonio e discendenza
Teresa Caterina Lubomirska sposò il principe ereditario del Palatinato Carlo III Filippo del Palatinato il 15 dicembre 1701 a Cracovia, in Polonia, dal loro matrimonio nacquero:
| Controllo di autorità | VIAF (EN) 177684745 · CERL cnp01410842 · GND (DE) 101509922X |